# Ceffyl dŵr
Das Ceffyl dŵr ist in der walisischen Mythologie ein grimmiges Wasserpferd, das oft als wunderschönes kleines Pferd dem müden oder kurzsichtigen Reisenden erscheint. Wenn dieser erschöpft auf das Tier steigt, schwebt der Hengst in die Lüfte und wirft ihn blitzschnell ab, wobei der Reiter meist Schaden nimmt.

## Etymologie
Ceffyl dŵr bedeutet wörtlich aus dem Walisischen übersetzt „Wasserpferd“ (ceffyl – Pferd und dŵr – Wasser). Es ist verwandt mit den anderen weitverbreiteten Wasserpferden in der keltischen Mythologie wie dem each uisge (so die schottisch-gälische Namensform, irisch-gälisch each uisce, anglisierte irische Form aughisky) oder dem Kelpie, aber nicht so bösartig wie diese.

## Beschreibung und Verhalten
Das Ceffyl dŵr wird – vor allem in der südwalisischen Vorstellung – allgemein als edles kleines Pferd beschrieben, das keine Flügel hat, aber trotzdem die Fähigkeit des Fliegens besitzt wie der griechische Pegasos, der als „Quellross“ vom Meeresgott Poseidón gezeugt wurde. Das Ceffyl Dŵr hat ein gräulich schimmerndes Fell und wird von Nebeldunst umgeben; sein Schweif besteht ebenfalls aus Wasserdunst. Als Gestaltwandler kann es auch andere Formen annehmen, z. B. die eines Eichhörnchens oder einer Ziege, um die Menschen zu erschrecken. Wenn jemand versucht, auf seinen Rücken zu springen, entflieht es in die Lüfte, wo es sich als Nebeldunst auflöst und seinen Reiter dabei abwirft. Es wird meist unter Wasserfällen oder an Ufern von Gebirgsseen gesehen, wo es friedlich grast.
Nordwalisischen Vorstellungen nach tötet es seine Opfer aus dem Hinterhalt, indem es aus dem Wasser auftaucht und die ahnungslosen Menschen mit seinen vier Beinen stranguliert. Falls ihm dies nicht gelingt, zertrampelt das Pferd seine Opfer auf grausame Art. Einige Menschen, die die bösartige Natur des Tieres erkannten, versuchten es zu erschlagen. Aber gleich, wie oft es erschlagen wird, verschwindet sein Körper einfach und hinterlässt lediglich eine gestaltlose gallertartige Masse. Diese brutalere Vorstellung dürfte auf das schottische each uisge zurückgehen, welches ähnlich grausame Züge aufweist.

## Hintergrund

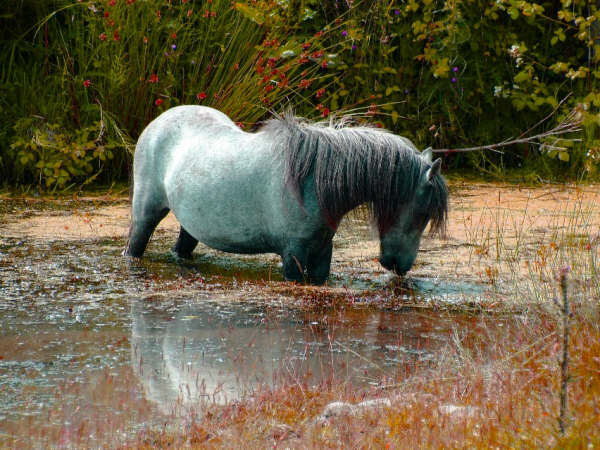
Graues Welsh-Mountain-Pony als Vertreter der kleinsten einheimischen Ponyrasse in Wales

Die südwalisischen Geschichten beschreiben eher ein helles, freundliches und verspieltes Tier, das die Menschen neckt oder ihnen geringfügigen Schaden durch Gestaltwandlung zufügt, während das nordwalisische Wasserpferd den Menschen großes Leid bereitet. Es hat oftmals eine dunkle Erscheinung mit wilden feurigen Augen. So wird berichtet, dass ein Mann am Ufer des River Towy, der durch Carmarthenshire fließt, auf einem Pferd in sein Dorf zurückkehrte, das glühende Augen und einen Feueratem hatte.
In Nordwales behaupten die Menschen, dass das Ceffyl dŵr sich mit einheimischen Pferden vermischte, wodurch die kleinwüchsigen Ponys oder „Merlyns“ entstanden. Weitere Geschichten handeln davon, dass das Wasserpferd nachts die Menschen als Ziege heimsucht, die die Menschen mit ihren Hörnern verletzt oder als Frosch oder Eichhörnchen auf die Schulter der Opfer springt und blaue Flecken durch das Hüpfen verursacht.